# Bisdom Pinheiro
Het bisdom Pinheiro (Latijn: Dioecesis Pinerensis) is een rooms-katholiek bisdom met als zetel Pinheiro, in Brazilië. Het bisdom is suffragaan aan het aartsbisdom São Luís do Maranhão.

## Geschiedenis
Het bisdom werd opgericht op 22 juli 1939, als de territoriale prelatuur Pinheiro, uit delen van de territoriale prelatuur São José do Grajaú en het aartsbisdom São Luís do Maranhão. Op 16 oktober 1979 werd het verheven tot aartsbisdom. 

## Parochies
Het bisdom had in 2021 een oppervlakte van 21.360 km2 en telde 501.845 inwoners waarvan 64,6% rooms-katholiek was.

## Bisschoppen
- Carlos Carmelo de Vasconcellos Motta (administrator: 1940 - 1944)

- José Maria Lemerder (1944 - 1946)
- Alfonso Maria Ungarelli (13 november 1948 - 1 maart 1975)
  - Guido Maria Casullo (hulpbisschop: 11 februari 1963 - 20 december 1965)
- Carmelo Cassati (17 juni 1975 - 12 februari 1979; hulpbisschop sinds 27 april 1970)
- Ricardo Pedro Paglia (3 juli 1979 - 17 oktober 2012)
- Elio Rama (17 oktober 2012 - heden)

São Luís do Maranhão (aartsbisdom) · Bacabal · Balsas · Brejo · Carolina · Caxias do Maranhão · Coroatá · Grajaú · Imperatriz · Pinheiro · Viana · Zé Doca